# On the Loose (film 1931)
On the Loose è un cortometraggio del 1931 diretto da Hal Roach. Tra gli interpreti della pellicola, prodotta dalla Metro-Goldwyn-Mayer e interpretata da Zasu Pitts e Thelma Todd, appaiono in un cameo - nelle ultime scene del film - anche Stanlio e Ollio.

## Trama
Zasu e Thelma sono due giovani donne che a casa si lamentano degli appuntamenti a cui sono state. (In ogni caso sono tutti a Coney Island). Il giorno dopo stanno camminando per strada quando una macchina con due giovani inglesi a bordo passa e vengono schizzate di fango e acqua. L'autista si ferma e si offre di comprar loro dei vestiti nuovi. Accettano l'offerta e anche un appuntamento, che ancora una volta è a Coney Island. L'appuntamento non va a finir bene e le due tornano a casa comunque felici.

## Cameo di Stanlio & Ollio
Verso la fine del film bussano alla porta delle ragazze. Stanlio e Ollio appaiono e chiedono a loro se vogliono andare ad un appuntamento a Coney Island. Le ragazze iniziano a tirare oggetti a Stanlio e Ollio, facendoli battere in una ritirata precipitosa. Stanlio e Ollio sono sullo schermo per 41 secondi.

## Attori e interpreti
| Attori         | Personaggi                      |
| -------------- | ------------------------------- |
| Zasu Pitts     | se stessa                       |
| Thelma Todd    | se stessa                       |
| John Loder     | Mr. Loder                       |
| Claud Allister | Amico di Mr. Loder              |
| Billy Gilbert  | il sarto (come William Gilbert) |
| Stan Laurel    | (non accreditato)               |
| Oliver Hardy   | (non accreditato)               |